# 302. Infanterie-Division (Wehrmacht)
Die 302. Infanterie-Division war ein Großverband des Heeres der deutschen Wehrmacht im Zweiten Weltkrieg.

## Geschichte
Einsatzgebiete:
- Westfront: 1941–1942
- Ostfront: 1942–1944

### Aufstellung
Die 302. Infanterie-Division wurde aus Teilen der 75. Infanterie-Division, 292. Infanterie-Division und Heimat-Wachbataillonen am 12. November 1940 als bodenständige Division der 13. Aufstellungswelle in Neustrelitz im Wehrkreis II aufgestellt. 

### Westfeldzug
Nach Einsätzen an der Westfront im besetzten Frankreich verlegte die Division letztlich an die Ostfront.

#### Operation Jubilee
Während der Stationierungszeit in Frankreich, genauer gesagt im August 1942 führte die britische Armee einen ersten amphibischen Angriff auf die, in der Propaganda so genannte, Festung Europa durch. Dieses alliierte Landungsunternehmen wurde auch durch den Einsatz der 302. Infanterie-Division zu einen, sehr lehrreichen, Desaster für die britischen Streitkräfte.

### Umgliederung 1942
Am 10. Oktober 1942 erfolgte die Umbildung in eine fronttaugliche Infanterie-Division und kurze Zeit später die Verlegung an die Ostfront nach Woroschilowgrad im Donezgebiet, wo sie zunächst der Heeresgruppe Don und danach der Heeresgruppe Süd unterstellt wurde.

### Umgliederung 1943/44
Im Dezember 1943 erfolgte eine Umgliederung zu einer sogenannten Division 44 neuer Art. 

### Vernichtung
Nach Unterstellung in die Heeresgruppe Südukraine wurde die 302. ID im Rahmen der Operation Jassy-Kischinew bei Tighina/Rumänien im August 1944 vernichtet. 

### Verwendung der Reste der Division
Überlebende wurden in die 76. Infanterie-Division und die 15. Infanterie-Division eingegliedert.

## Personen
| Dienstzeit                              | Dienstgrad                          | Name            |
| --------------------------------------- | ----------------------------------- | --------------- |
| 15. November 1940 bis 26. November 1942 | Generalleutnant                     | Konrad Haase    |
| 26. November 1942 bis 11. November 1943 | Oberst/Generalmajor/Generalleutnant | Otto Elfeldt    |
| 12. November 1943 bis 25. Januar 1944   | Generalleutnant                     | Karl Rüdiger    |
| 25. Januar bis Juli 1944                | Generalmajor/Generalleutnant        | Erich von Bogen |
| Juli 1944 bis 25. August 1944           | Oberst                              | Willi Fischer   |

### Prominente Angehörige
- Lorenz Jaeger, Erzbischof von Paderborn und bedeutender Ökumeniker war Divisionspfarrer

## Gliederung
Veränderungen in der Gliederung der 302. ID von 1940 bis 1944
| 1940                      | 1944                     |
| Infanterie-Regiment 570   | Grenadier-Regiment 570   |
| Infanterie-Regiment 571   | Divisionsgruppe 125      |
| Infanterie-Regiment 572   | Grenadier-Regiment 572   |
| –                         | Feldersatz-Bataillon 302 |
| –                         | Schnelle Abteilung 302   |
| –                         | Radfahr-Abteilung 302    |
| Artillerie-Regiment 302   |                          |
| Panzerjäger-Abteilung 302 | –                        |
| Pionier-Bataillon 302     |                          |
| Nachrichtenabteilung 302  |                          |
| Nachschubtruppen          |                          |